# Жабині хлопчики

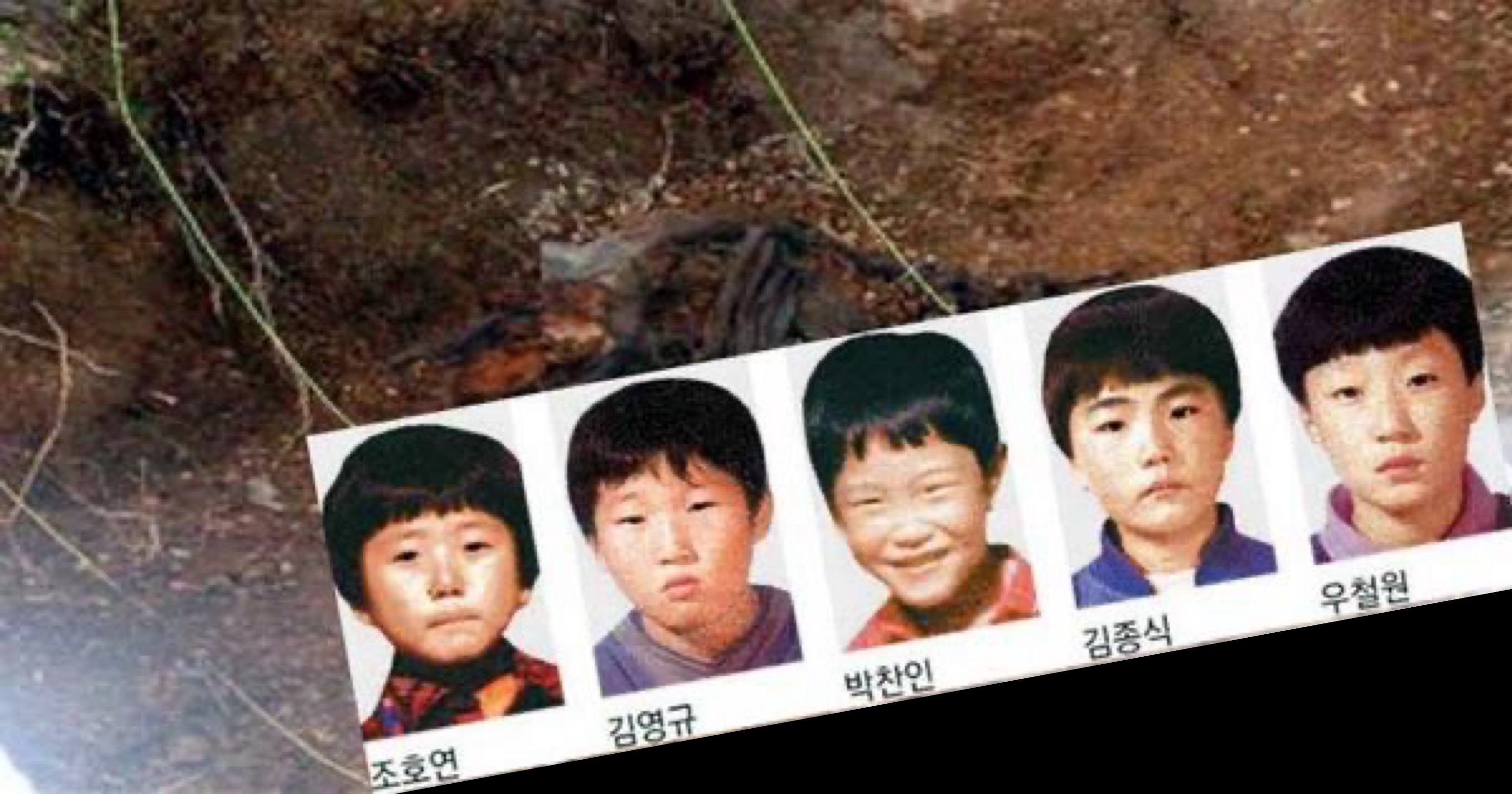
Жаб'ячі (неслухняні) хлопчики - фото дітей та місце знаходження їхніх тіл (останків)

Жабині хлопчики (корейською: 개구리소녕 , Кеґурісоньон) – група з п’яти хлопчиків, які зникли 26 березня 1991 року в Тегу, провінція Північний Кьонсан, Південна Корея.
У той день У Чхоль Вон (우철원), Чо Хо Йон (조호연), Кім Йон Ґю (김영규), Пак Чхан Ін (박찬인) і Кім Чон Щік (김종식 ), віком від 9 до 13 років, вирушили до околиць Тегу, ніби то збирати ікру саламандр в передмісті під час державного свята. 
Їхнє зникнення отримало широкий резонанс у суспільстві й спричинило справжню медіа-істерію.
Разом із справами про серійні вбивства І Чхун Дже (이춘재) та викрадення і вбивство І Хьон Хо (이형호), цей випадок вважається однією з трьох нерозкритих справ у Південній Кореї.
Спершу широко поширилась помилкова версія, що діти пішли ловити жаб, а не збирати ікру саламандр, через що їх і стали називати “жаб’ячі хлопчики”.
26 вересня 2002 року, було знайдено їхні рештки неподалік місця їхнього зникнення. Також були помічені сліди тупої травми. 
Розслідування не дало однозначних результатів, було непереконливим. Крім того навколо обставин їхньої смерті досі існують численні теорії можливого розвитку подій. Справа залишається нерозкритою.

#### Походження назви
У фольклорі Кореї жаби не обов’язково асоціюються з неслухняністю, але є така казка — "청개구리 전설" (легенда про зелену жабу):
Це історія про зелену жабу, яка завжди робила навпаки, не слухалася мами, і лише після її смерті пошкодувала. Цю історію часто розповідають дітям як повчальну про слухняність.
Тому "청개구리" (зелена жаба) стала ідіомою, яка означає неслухняну дитину або того, хто все робить навпаки.
Отож можна вважати, що через те, що вони пішли в гори без дозволу дорослих,  хтось міг інтерпретувати назву як натяк на дитячу неслухняність, хоч це й не основне значення.
Їх так назвали через причину, з якої вони пішли з дому того дня. Хлопчики вирушили на пагорб неподалік свого району, сказавши батькам, що йдуть ловити або шукати ікру саламандр (도롱뇽 알), що у побуті діти часто плутають з ікрою жаб — звідси й з’явилася ця назва.

## Жертви
Жаб’ячі хлопчики були у віці від 9 до 13 років:
1. У Чхоль Вон (13 років)
2. Чо Хо Йон (12 років)
3. Кім Йон Ґю (11 років)
4. Пак Чхан Ін (10 років)
5. Кім Чон Щік (9 років)

Усі п’ятеро мешкали в районі Тальсо міста Тегу, провінція Північний Кьонсан, та навчалися в одній початковій школі, Сонсо (성서초등학교). Близько 8-ї години ранку, в день зникнення, з ними був ще один хлопчик – 9-річний Кім Те Рьон. 
Він відлучився від групи, щоб піти додому й поснідати. Після сніданку він повернувся до товаришів, але вирішив більше не приєднуватись до них, оскільки мама застерегла його, щоб він не вештався надто далеко від дому.

## Обставини зникнення
26 березня 1991 року був державний вихідний – у цей день проводилися перші місцеві вибори після повалення військової диктатури у грудні 1987 року. П’ятеро хлопців вирішили провести день, шукаючи яйця саламандр у струмках на горі Варьон  (와룡산), що розташована у західній частині міста Тегу. 
Однак додому вони так і не повернулись. Після того як їх оголосили зниклими, історія набула широкого розголосу на національному рівні. Президент Південної Кореї Но Те У (노태우) відправив 300,000 співробітників поліції та військових на пошуки зниклих дітей, які транслювалися у прямому ефірі. Батьки всіх п’яти хлопчиків звільнилися з роботи, аби самостійно об’їздити країну в пошуках синів. Вони розміщували оголошення про розшук на пачках з-під молока, саму горю Варьон (와룡산) обшукували більше 500 разів.

## Знайдення тіл
26 вересня 2002 року двоє чоловіків, які шукали жолуді, натрапили на останки дітей на горі Варьон (와룡산)  – приблизно за 3 кілометри від їхнього рідного району. Незважаючи на те, що цю територію раніше вже неодноразово “прочісували”, останки залишались непоміченими. 
Про страшну знахідку вони сповістили через анонімний дзвінок. Спершу поліція заявила, що хлопці померли від переохолодження або від виснаження, загубившись в горах. 
Однак батьки не погодилися з цієї версією, вимагаючи повноцінного розслідування. Вони вказували на те, що одяг одного з хлопчиків був зв’язаний вузлами, а в його кишенях було знайдено невикористані кулі, а місце знахідки знаходилося неподалік села, яке діти добре знали.
Судово-медичні експертизи вказали на ймовірне насильницьке вбивство: на черепах трьох хлопців були виявлені сліди сильних ударів, отриманих внаслідок ударів тупим предметом – можливо, металевим сільськогосподарським знаряддям, і могли стати смертельними.Також поруч із рештками, як і зазначалось, були знайдені речі хлопців – одяг, взуття, шкільні приладдя. 
Після цього поліція припустила, що дітей міг вбити хтось, хто “вибухнув від люті” і правоохоронні органи відновили це розслідування вже як умисне вбивство.

## Розслідування
Після виявлення тіл розслідування було відновлено.
Пошуки підозрюваних та мотивів тривали понад десятиліття, однак вони не дали чітких результатів. Знову.
Спочатку слідчі припустили, що вбивство могло бути вчинено особами, які мали зв’язки з підпільними групами або, можливо, з місцевими бандитами. Було проведено численні опитування, але слідів злочинця та і не знайшли.
У 2008 році було висунуто теорію, що вбивство могло бути скоєно через помсту чи інші особисті мотиви, однак і ця версія не була підтверджена.
На той час уже було відомо, що протягом розслідування з’явилися кілька безуспішних підозрюваних, зокрема людей, що були наглядачами за школою або мали неприязні стосунки з родинами дітей.
Проте найбільший поворот у справі стався у 2019 році, коли було оприлюднено нові результати генетичних експертиз, що дали змогу вказати на особу, яку могли б звинувачувати в скоєнні злочину. 
Проте навіть із цими даними слідство не дало чіткої відповіді щодо того, хто саме стояв за смертю хлопчиків.

## Наслідки
У 2006 році строк давності у справі був вичерпаний. Проте у 2015 році Національні збори Південної Кореї проголосували за скасування строку давності у справах про умисне вбивство першого ступеня, що дало можливість на проведення кримінального переслідування у разі появи підозрюваного. 
До 13-ї річниці зникнення, у місті Тегу встановлено меморіальний монумент під назвою “Пам’ятник жаб’ячим хлопчикам і молитовний камінь за безпеку дітей” (корейською: 개구리소년 추모 및 어린이 안전 기원비 ). 
Також поліція Тегу оголосила про створення нової слідчої групи, яка має відновити розслідування справи та опрацювати будь-яку нову інформацію. 
Популяризація у масовій культурі 
Ця жахлива та неймовірно сумна історія стала основою для таких художніх фільмів: “Поверніться, жаб’ячі хлопчики” (1992) та “Діти” (2011).
На неї також посилаються в кількох піснях, а також в документальному фільмі “У пошуках жаб’ячих хлопчиків” (2019).